# Доній Карин
Доній Карин (хорв. Donji Karin) — населений пункт у Хорватії, у Задарській жупанії у складі міста Бенковаць.

## Населення
Населення за даними перепису 2011 року становило 174 осіб.
Динаміка чисельності населення поселення:

## Клімат
Середня річна температура становить 13,86 °C, середня максимальна – 27,72 °C, а середня мінімальна – 0,93 °C. Середня річна кількість опадів – 910 мм.
| Клімат поселення                              | Клімат поселення | Клімат поселення | Клімат поселення | Клімат поселення | Клімат поселення | Клімат поселення | Клімат поселення | Клімат поселення | Клімат поселення | Клімат поселення | Клімат поселення | Клімат поселення | Клімат поселення |
| Показник                                      | Січ.             | Лют.             | Бер.             | Квіт.            | Трав.            | Черв.            | Лип.             | Серп.            | Вер.             | Жовт.            | Лист.            | Груд.            |                  |
| Середній максимум, °C                         | 9,55             | 10,21            | 12,96            | 16,24            | 21,24            | 25,05            | 27,72            | 27,31            | 23,05            | 18,68            | 13,22            | 10,36            |                  |
| Середня температура, °C                       | 5,24             | 5,90             | 8,64             | 11,92            | 16,91            | 20,74            | 23,84            | 23,42            | 19,16            | 14,80            | 9,32             | 6,49             |                  |
| Середній мінімум, °C                          | 0,93             | 1,58             | 4,32             | 7,60             | 12,59            | 16,41            | 19,95            | 19,54            | 15,28            | 10,92            | 5,43             | 2,59             |                  |
| Норма опадів, мм                              | 75               | 68               | 71               | 77               | 69               | 61               | 37               | 53               | 94               | 103              | 109              | 93               |                  |
| Середньомісячна швидкість вітру, м/с          | 2.89             | 3.00             | 3.16             | 3.00             | 2.61             | 2.40             | 2.42             | 2.33             | 2.58             | 2.70             | 3.24             | 3.18             |                  |
| Середньомісячна сонячна радіація, кДж/м²·день | 5097             | 7761             | 11395            | 16104            | 20133            | 22463            | 24248            | 21113            | 15572            | 9909             | 5480             | 4344             |                  |
| --------------------------------------------- | ---------------- | ---------------- | ---------------- | ---------------- | ---------------- | ---------------- | ---------------- | ---------------- | ---------------- | ---------------- | ---------------- | ---------------- | ---------------- |
| Джерело:                                      |                  |                  |                  |                  |                  |                  |                  |                  |                  |                  |                  |                  |                  |